# Xã Grubbs, Quận Jackson, Arkansas
Xã Grubbs (tiếng Anh: Grubbs Township) là một xã thuộc quận Jackson, tiểu bang Arkansas, Hoa Kỳ. Năm 2010, dân số của xã này là 572 người.